# Very Nice People (banda)
Very Nice People, ou VNP, foi uma banda italiana de house music e italodance, surgida em 2007, cujos integrantes eram Alessandro Viale, Roberto Gallo Salsotto, Rossano Prini e Tristano De Bonis. Em 2007, a banda lançou "I'll Make You High", seu primeiro e único single, e desapareceu.